# Piazza Venezia
Piazza Venezia är ett vidsträckt torg i Rom. Vid torget är bland annat Palazzo Venezia och Viktor Emanuel-monumentet belägna.